# Park Południowy
Park Południowy (niem. Südpark) – park we Wrocławiu, mieszczący się w południowej części osiedla Borek. Zaliczany jest do parków krajobrazowych o dużych walorach kompozycyjnych i dendrologicznych.
W przeciwieństwie do innych parków miasta utworzono go od podstaw, a nie poprzez adaptację terenów leśnych. W 1877 r. właściciel ziemski znacznych terenów, m.in. na południowych obrzeżach Wrocławia, w tym części Borku i pobliskich Partynic, żydowski kupiec i filantrop Julius Schottländer, przekazał park miastu w zamian za przyłączenie Borku do miejskiej sieci gazowniczej, wodociągowej i kanalizacyjnej.
Na podarowanych miastu gruntach do 1892 r. architekt krajobrazu Hugo Richter i botanik Ferdinand Cohn stworzyli park krajobrazowy z polanami i dużym stawem, nad którym browarnik Georg Haase zbudował stylową restaurację z wysoką wieżą, która działała do 1945 roku. Restauracji dziś nie ma, pozostał park ze stawem z wodotryskami, nad nim widokowy taras Landsberga, oraz wzgórze Bendera (od strony ul. A. Waligórskiego) z małą altaną, ścieżki, polana, zadbane kwietniki i ogród bylinowy. W pobliżu miejsca, w którym działała restauracja znajduje się obecnie kameralny lokal Agawa. 
Od 1995 r. park jest wpisany do rejestru zabytków. Rośnie w nim 109 gatunków roślin; do atrakcji parku należą ciekawe okazy dendrologiczne cypryśnika błotnego (Taxodium distichum), tulipanowca amerykańskiego (Liriodendron tulipifera), orzesznika pięciolistkowego (Carya ovata), platana klonolistnego (Platanus x hispanica) i rzadko spotykanej w Polsce odmiany kasztanowca pospolitego (Aesculus hippocastanum 'Digitata'). 
Od 5 września 2004 roku w parku, na miejscu dawnej restauracji Haasego, stanął pomnik Fryderyka Chopina według projektu profesora warszawskiej ASP, Jana Kucza. Prawie czterometrowej wysokości brązowy monument przedstawia wyniszczonego suchotami kompozytora, siedzącego w sofie i zasłuchanego w dźwięki muzyki. Z trzech stron wokół pomnika (z tyłu i po bokach) zbudowano trejaż z prostych betonowych słupów; konstrukcja ta już po paru latach obrosła pnączami

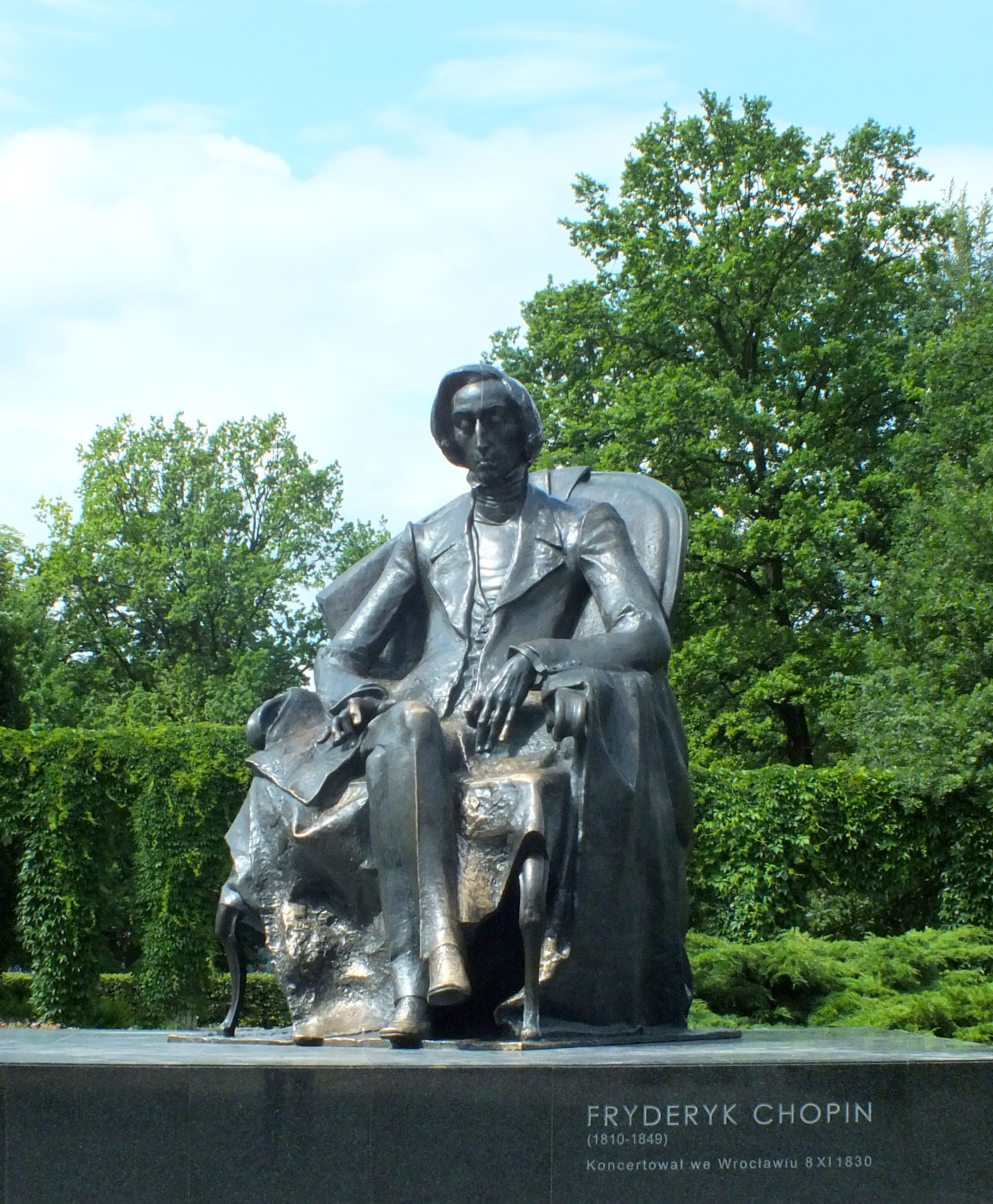
Pomnik Chopina w 2017 r.
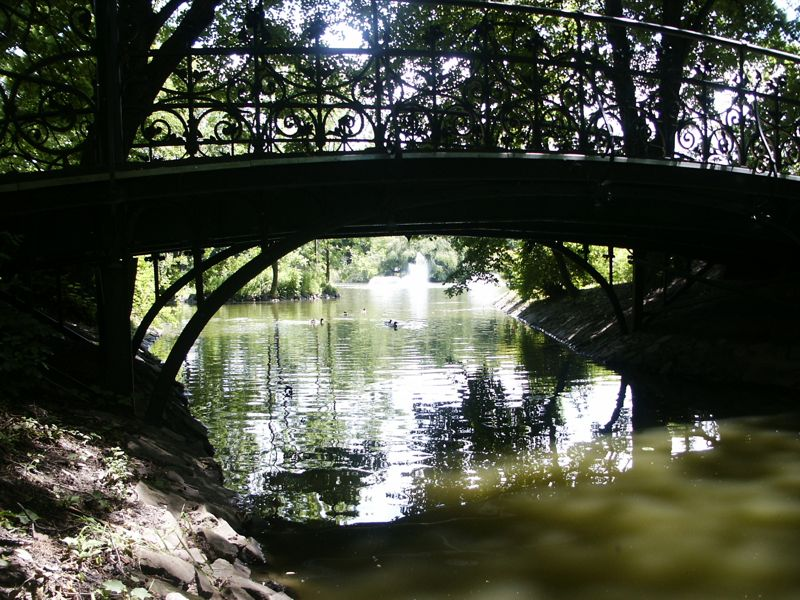
Mostek Wilhelma Hübnera
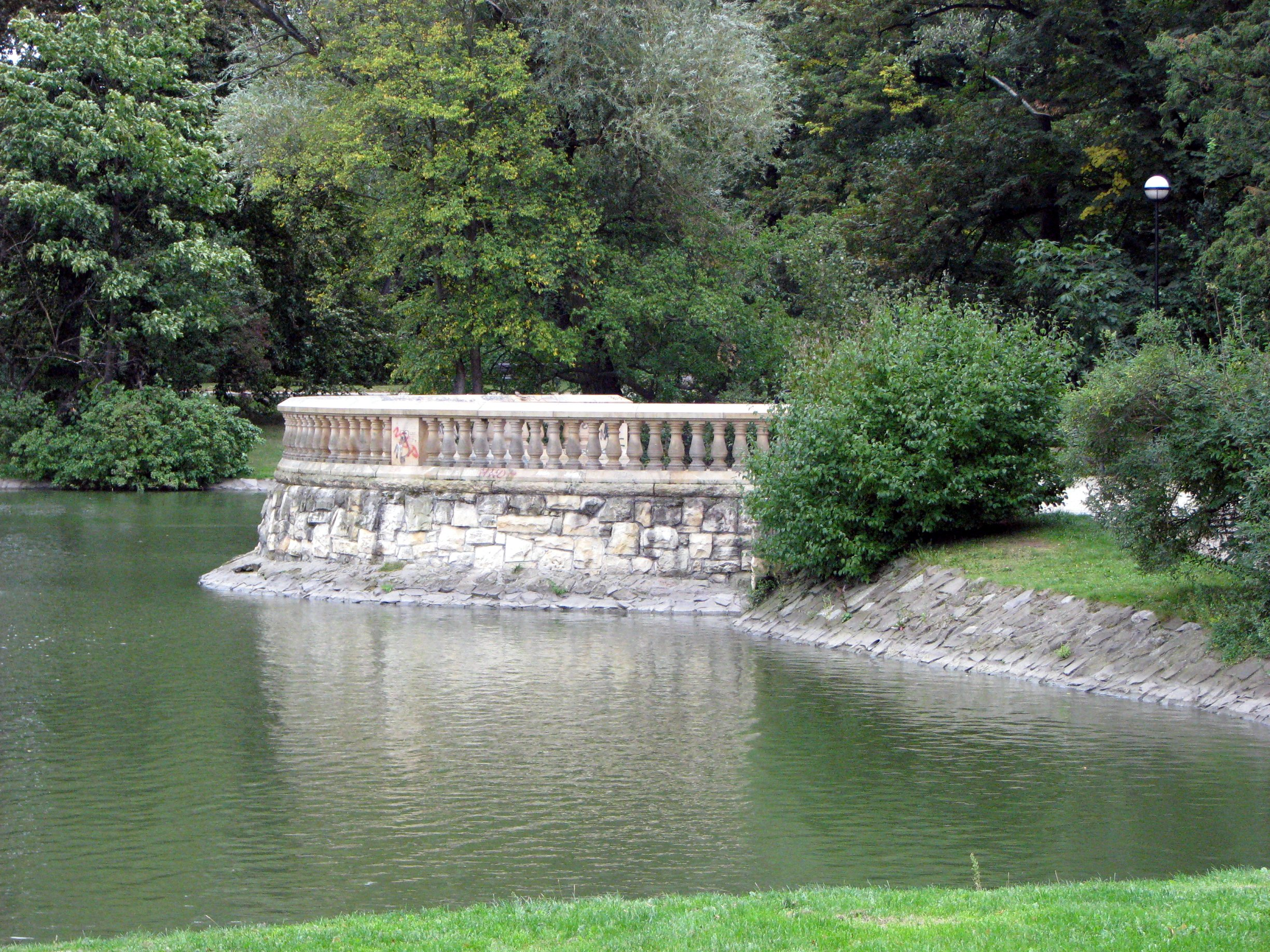
Taras widokowy Landsberga
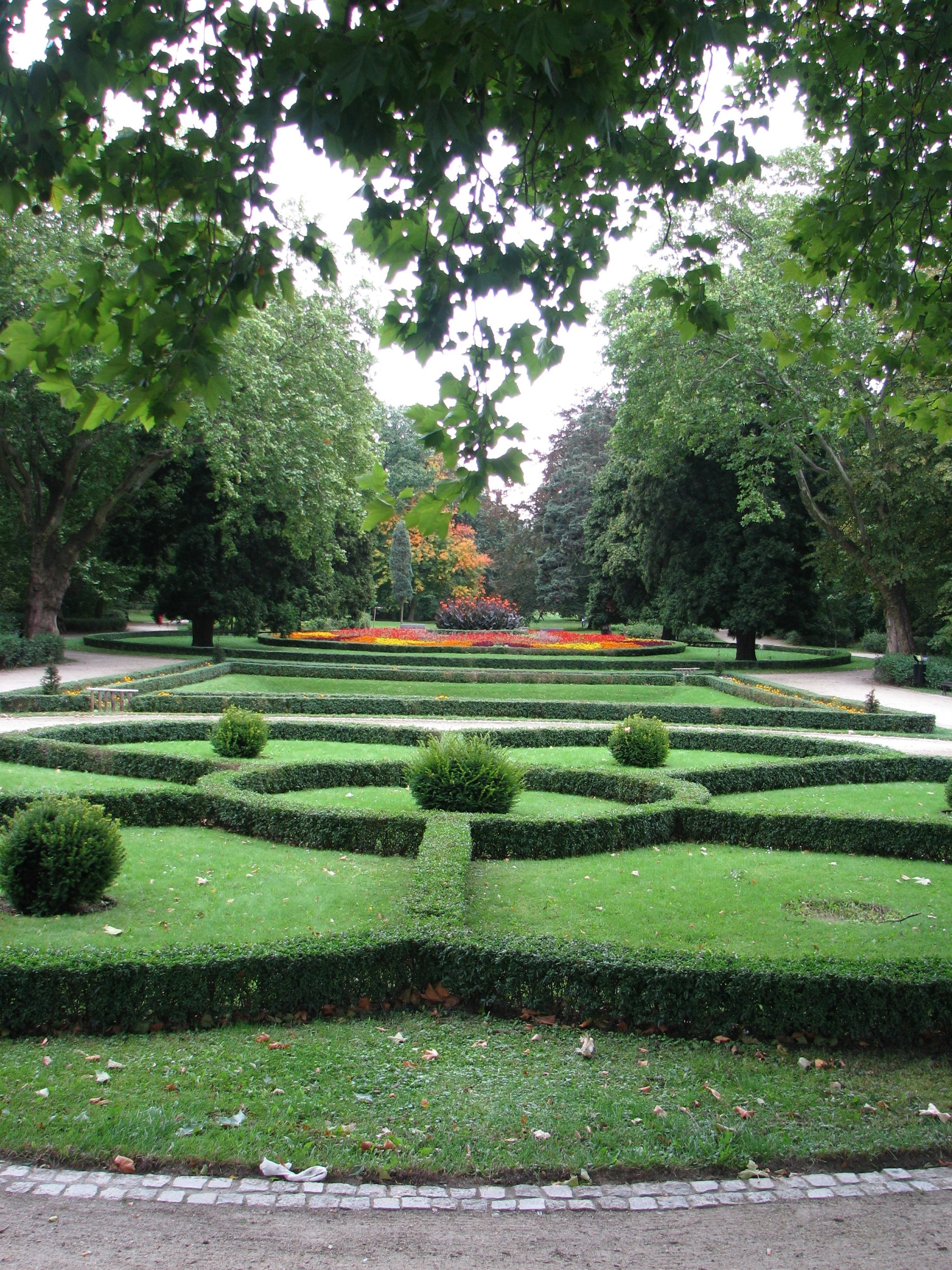
Żywopłoty i ogród bylinowy
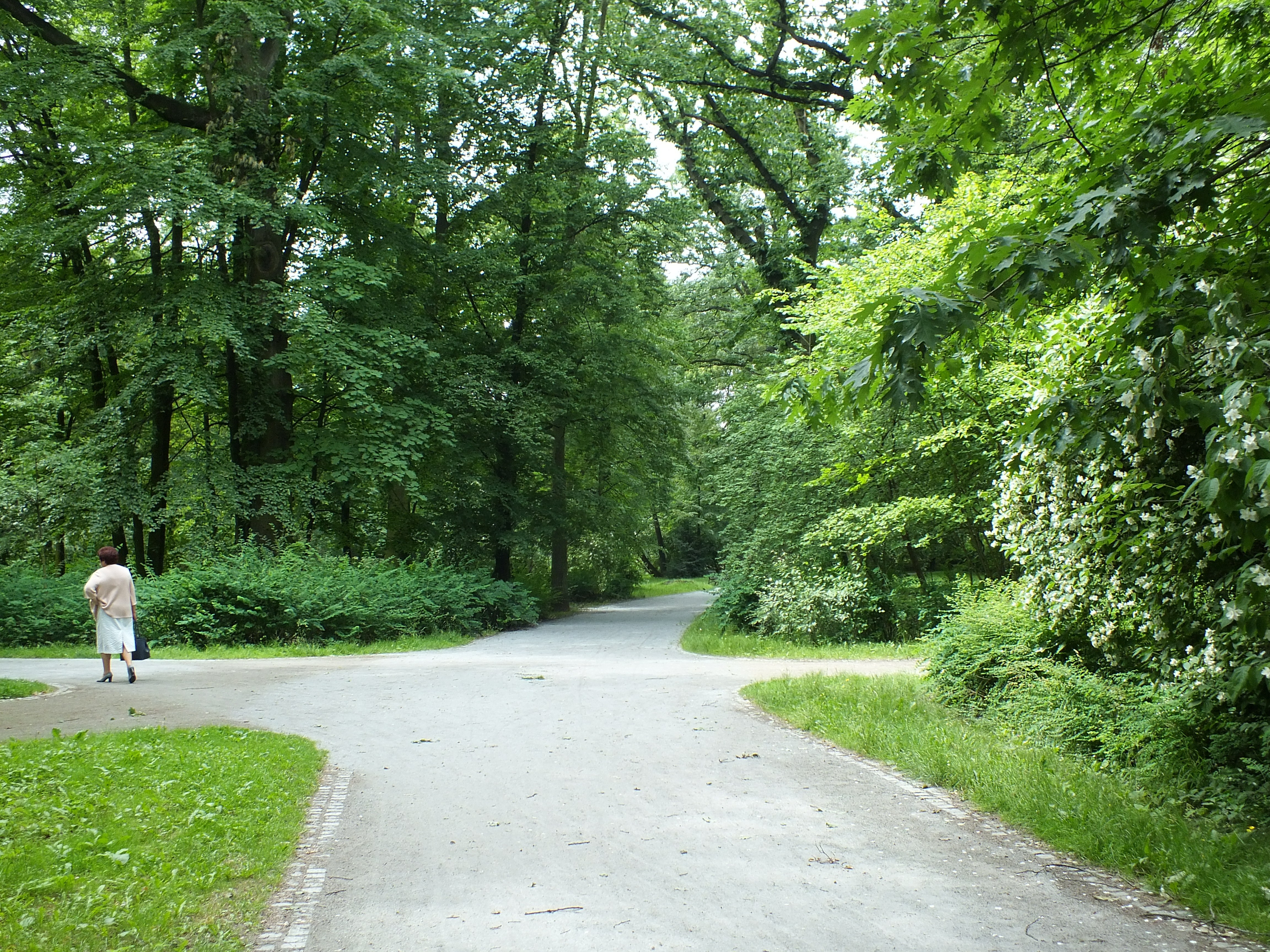
Alejki